# Gradián
A gradián, más néven újfok a szögek mérésére szolgáló mértékegység. Főként német nyelvterületen használatos. Századrésze az újperc, tízezred része az újmásodperc.
Jele: gon
Hasonló a fok nevű szög mértékegységhez, mellyel a kört 360 részre (illetve egy derékszöget 90 részre) lehet felosztani, ám a gradiánnal 400 „fokra” (derékszöget 100-ra), helyesebben gradiánra oszthatjuk fel. A BIPM elsősorban a gon, másodsorban a grad (franciául grade) mértékegységet engedélyezi, mint az SI mellett engedélyezett mértékegységet. Az SI brochure szerint: „A gon (alternatív nevén grad) a síkszög mértékegysége, π/200 formában meghatározva. Különösen értékes a földmérés tudományában, hiszen a Föld egyenlítője és a sarkok közötti távolság megközelítőleg 10 000 km. Ezért a Föld középpontjából a felszín egy kilométernyi távolságához tartozó szög éppen egy centigon.” (6. táblázat)
Az angol szóhasználatban grade a lejtőszög grádiense (tg α), nem tévesztendő össze az újfok fogalmával.
360° = 2π = 400 g
Gradián (teljes kör = 400 g) - a számológépen GRAD felirattal jelenik meg.

## Eredete
A mértékegység neve görög, eredetileg γονια (gonia) volt Ez a szó az alapja a tetragonális vagy a Pentagon kifejezésnek.